# Technologie V2X
Communication de véhicule avec tout (en anglais, Vehicle-to-Everything V2X) ou Véhicule-à-Tout est un système de communication véhiculaire qui permettra aux véhicules d'échanger des informations entre eux, avec les infrastructures et les piétons,. V2X comprend d'autres types de communication plus spécifiques comme V2V (Véhicule-à-Véhicule), V2D (Véhicule-à-Dispositif)(en anglais, Vehicle-to-Device), V2I (Véhicule-à-Infrastructure), V2N (Véhicule-à-Réseau) (en anglais, Vehicle-to-Network), V2P (Véhicule-à-Piéton), et V2G (Véhicule-à-réseau électrique)(en anglais, Vehicle-to-Grid).
Les buts principaux du V2X sont d'assurer la sécurité routière, de réduire les embouteillages et de préserver l'environnement en économisant de l'énergie,.

## Aperçu technologique
La communication V2X est déployée sur la base de deux technologies principales: 

### V2X basé sur LeWi-Fi(IEEE 802.11p)
L'IEEE a publié pour la première fois les spécifications de cette technologie en 2012. Elle prend en charge la communication directe entre véhicules (V2V) et entre véhicules et infrastructure (V2I). Cette technique est également appelée communications dédiées à courte portée (DSRC) fait partie de la famille de normes WLAN IEEE 802.11 et est connue aux États-Unis sous le nom de Wireless Access in Vehicular Environments (WAVE) et en Europe sous le nom ITS-G5.

### V2X basé sur leréseau de téléphonie mobileC-V2X
En 2017, 3GPP a publié des spécifications V2X basées sur LTE comme technologie sous-jacente. Il est généralement appelé "V2X cellulaire" (C-V2X) pour se différencier de la technologie V2X basée sur 802.11p. En plus de la communication directe (V2V, V2I), le C-V2X prend également en charge les communications étendues sur un réseau cellulaire (V2N).
La technologie IEEE 802.11p (DSRC) est déployée aux États-Unis, en Europe et au Japon, tandis que l’évaluation préparée par l’association 5GAA (5G Automotive Association) montre que le C-V2X a de meilleures fonctionnalités sur le IEEE 802.11p,, tout en ayant recours à des solutions compatibles avec les deux technologies.

## Types V2X
La communication véhiculaire, Vehicle-to-Everything (V2X), comprend les types suivants:
V2V (Véhicule-à-Véhicule) : les véhicules qui prennent en charge ce type de communication peuvent échanger des messages (emplacement, vitesse, état). Cet échange a lieu directement ou via une infrastructure (RSU, réseau) qui prend en charge V2X.

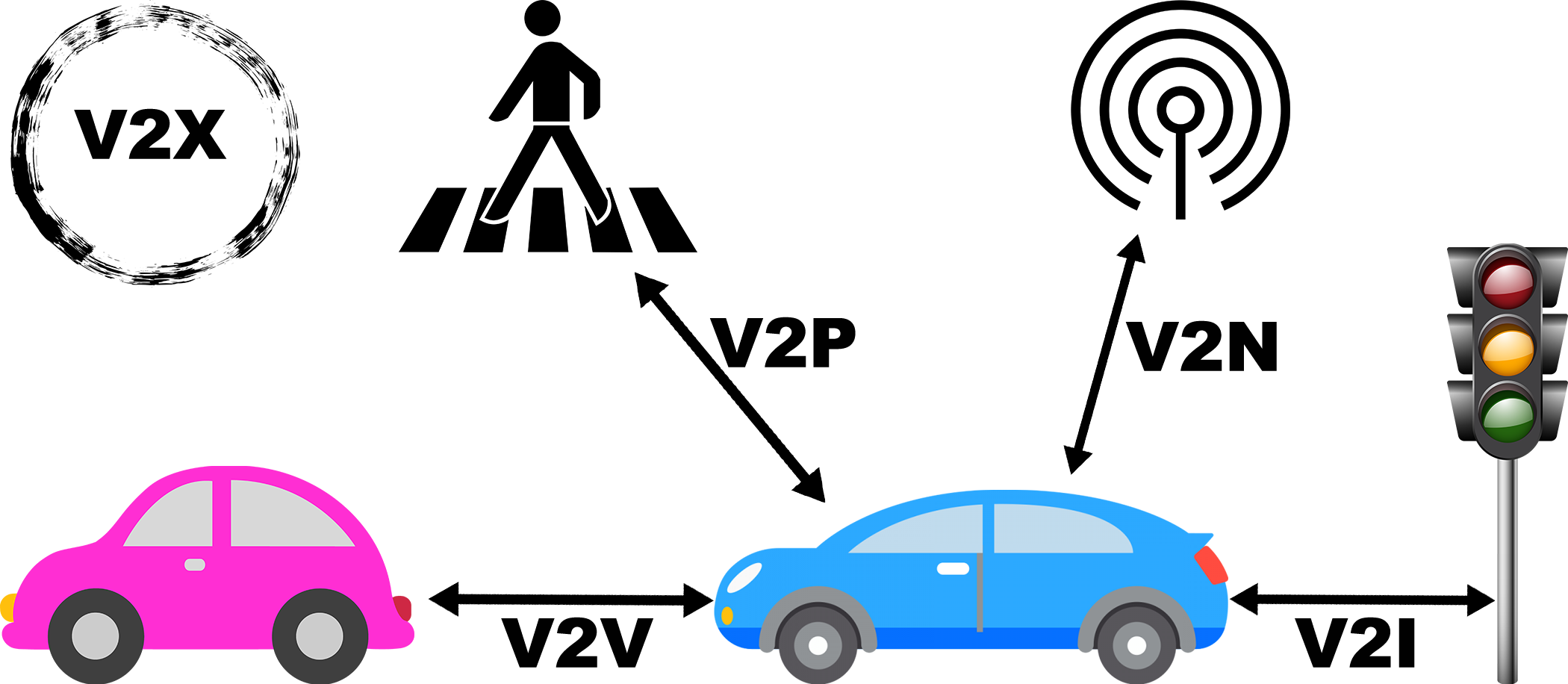
Types de V2X (V2V, V2P, V2N et V2I).

V2I (Véhicule-à-Infrastructure) : des messages sont échangés entre le véhicule et l'infrastructure (en général l'équipement utilisateur UE) qui prennent en charge ce type de communication.
V2N (Véhicule-à-Réseau) (en anglais, Vehicle-to-Network) : les messages sont échangés via EPS (Evolved Packet System) entre l'équipement utilisateur (UE) et le serveur d'applications qui prennent en charge la communication V2N.
V2P (Véhicule-à-Piéton) : des messages sont échangés entre piétons (usagers vulnérables) et véhicules. La différence par rapport aux types précédents en raison des caractéristiques UE qui prennent en charge les applications V2P; Un UE V2P peut ne pas avoir les capacités (capacité de la batterie, sensibilité radio) pour envoyer / recevoir des messages avec la même périodicité, tels que les UE qui prennent en charge l'application V2V.